# Kim Ye-jin
Kim Ye-jin (in hangŭl: 김예진; Seul, 20 dicembre 1999) è una pattinatrice di short track sudcoreana, campionessa olimpica della staffetta 3000m ai Giochi di Pyeongchang 2018.

## Palmarès

### Olimpiadi
- 1 medaglia:
  - 1 oro (staffetta 3000 m a Pyeongchang 2018);